# A Winter's Tale (Queen)
A Winter's Tale è un singolo del gruppo musicale britannico Queen, pubblicato il 18 dicembre 1995 come secondo estratto dal quindicesimo album in studio Made in Heaven.

## Descrizione
Ultimo brano prima della Reprise di It's a Beautiful Day, A Winter's Tale è scritto nella tonalità di Fa diesis maggiore ed è un paesaggio, alla descrizione del quale il cantante Freddie Mercury si dedica presumibilmente guardando Montreux, la tranquilla cittadina svizzera che lo ospitò per lunghi periodi negli ultimi anni di malattia, adagiata sul lago Lemano.
È particolarmente interessante notare che questa canzone, come Mother Love e You Don't Fool Me, fu provata da Mercury in una singola sessione successiva a quelle dell'album Innuendo (infatti si tenne tra gennaio e giugno del 1991), pertanto la versione che comunemente ascoltiamo è l'unica che l'artista abbia mai cantato. Questo brano è l'ultimo che il cantante scrisse e sia riuscito a completare per intero, a differenza di Mother Love che invece è stato l'ultimo brano da lui inciso ma non terminato (l'ultima strofa venne infatti completata dal chitarrista Brian May).

## Promozione

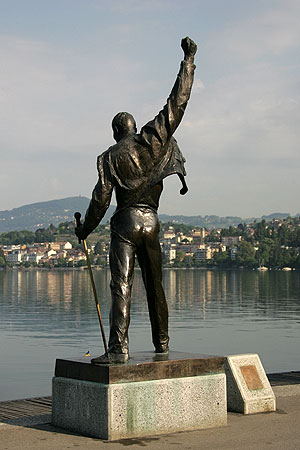
Statua di Freddie Mercury che guarda sul lago di Ginevra, Montreux

A Winter's Tale venne pubblicato per il mercato europeo accompagnato da varie b-side a seconda delle varie edizioni. Esse sono Thank God It's Christmas (brano originariamente pubblicato come singolo nel 1984), Rock in Rio Blues (un'improvvisazione strumentale registrata dal vivo il 12 gennaio 1985 al concerto tenuto dai Queen al Rock in Rio), Now I'm Here (tratta da Sheer Heart Attack), You're My Best Friend (tratta da A Night at the Opera) e Somebody to Love (tratta da A Day at the Races).
Nel 2010 il singolo è stato incluso nella raccolta Queen: The Singles Collection Volume 4.

## Video musicale
Il video è un susseguirsi di suggestioni paesaggistiche invernali, affini a quelle del testo. Quest'ultimo va componendosi al di sotto di tali immagini, che si intervallano a loro volta con immagini di repertorio di Mercury e dei Queen. Alcune immagini che compaiono sono palesemente paesaggi di Montreux.

## Tracce
Testi e musiche dei Queen, eccetto dove indicato
CD (Paesi Bassi)
1. A Winter's Tale – 3:53
2. Thank God It's Christmas (Digital Remaster) – 4:19 (Roger Taylor, Brian May)

CD (Regno Unito), MC (Regno Unito)
1. A Winter's Tale – 3:53
2. Thank God It's Christmas (Digital Remaster) – 4:19 (Roger Taylor, Brian May)
3. Rock in Rio Blues (Digital Remaster) – 4:34

CD maxi (Italia, Paesi Bassi, Regno Unito)
1. A Winter's Tale – 3:53
2. Now I'm Here (Digital Remaster) – 4:14 (Brian May)
3. You're My Best Friend (Digital Remaster) – 2:52 (John Deacon)
4. Somebody to Love (Digital Remaster) – 4:57 (Freddie Mercury)

## Formazione
Gruppo
- Freddie Mercury – voce principale, tastiera
- Brian May – chitarra solista, voce
- John Deacon – basso
- Roger Taylor – batteria, voce

Altri musicisti
- Reinhold Mack – sintetizzatore, programmazione